# Chispita (álbum)
Chispita é a trilha sonora brasileira da telenovela mexicana de mesmo nome, lançada em 1984. Esta trilha foi somente lançada no Brasil, em decorrência à exibição da trama no país pelo SBT. Da mesma forma que a novela, tornou-se um sucesso.

## Produção e lançamento
Com o grande sucesso da exibição de Chispita no Brasil, o SBT, em parceria com a RGE (atual Som Livre), decidiu lançar uma trilha sonora para a novela, que contêm canções interpretadas somente por artistas nacionais.

No México, país de origem da novela, não foi lançada nenhuma trilha e seu tema musical foi interpretado pela protagonista da trama, Lucero, em parceria com a banda Timbiriche.
No Brasil, o tema musical escolhido foi "Anjo Bom", interpretado por Sarah Regina e pelo grupo infantil Turminha Levada da Breca. Para a segunda exibição da trama no Brasil, uma outra versão da canção foi regravada por Sarah Regina e esta versão permaneceu na abertura das outras seis exibições.[carece de fontes?]
Em 1992, com o sucesso da sétima e penúltima exibição da novela no país em horário nobre, o SBT relançou a trilha com um nova capa e design. No primeiro LP, o logotipo do SBT foi o utilizado entre 1980 e 1988. No segundo LP, o logotipo do SBT foi o utilizado em 1988, que ficou no ar até 1995.

## Lista de faixas
- Créditos adaptados do LP Chispita, de 1984.[7]

| N.º | Título                           | Compositor(es)                                                               | Intérprete (s)                            | Duração |  |
| 1.  | "Anjo Bom"                       | Mario Lúcio de Freitas, Marcelo Gastaldi                                     | Sarah Regina e A Turminha Levada da Breca |         |  |
| 2.  | "Festa dos Insetos"              | Motivo Popular, Gilliard                                                     | Gilliard                                  |         |  |
| 3.  | "Docinho Docinho"                | Guapó, Gugu                                                                  | Gugu Liberato                             |         |  |
| 4.  | "Vamos a la Playa"               | La Bionda, S. Righi                                                          | Novo Nuevo                                |         |  |
| 5.  | "Garota Sapeca"                  | Carlinhos Borba Gato                                                         | Carlinhos Borba Gato                      |         |  |
| 6.  | "Comer, Comer"                   | H. Herrero, L. Góes, Escolar, Elzo Augusto                                   | Brazilian Genghis Khan                    |         |  |
| 7.  | "Music Box Dancer"               | F. Mills                                                                     | Bruno Carezza                             |         |  |
| 8.  | "Baile dos Passarinhos"          | W. Thomas, W. Rendall, Edgar Barbrosa Poças                                  | Gugu Liberato                             |         |  |
| 9.  | "Amigo É"                        | D. Baldan Bembo, S. Bardotti, Giacomelli, M. Bongiorno, Maria Amélia, Vivian | Harmony Cats                              |         |  |
| 10. | "O Rei da Festa"                 | Carlinhos Borba Gato                                                         | Carlinhos Borba Gato                      |         |  |
| 11. | "A Família"                      | Mario Lúcio de Freitas, Marcelo Gastaldi                                     | Sarah Regina e A Turminha Levada da Breca |         |  |
| 12. | "40 Grados (Que Calor de Loco!)" | E. Franco, J. C. Velázquez, L. Franco                                        | Los Maneros                               |         |  |
| 13. | "Chispita"                       | Mario Lúcio de Freitas, Mark Lee                                             | Algazarra                                 |         |  |

## Tabelas

### Tabelas anuais
| Tabela musical (1984) | Posição |
| --------------------- | ------- |
| Brasil (Nopem)        | 28      |

## Certificações e vendas
| Região | Certificação | Vendas  |
| ------ | ------------ | ------- |
| Brasil | Ouro         | 120.000 |